# Мовчанівка (Світловодський район)
Мовчанівка (Ганнівка) — колишній населений пункт Новогеоргіївського району Кіровоградської області.

## Стислі відомості
Станом на 1906 рік відносилося до приходу Преображенської церкви села Талова Балка.
В часі Голодомору 1932—1933 років нелюдською смертю померло 35 людей.
Включене до складу села Талова Балка. Дата зникнення невідома. Станом на 2023 рік — урочище.